# أدريان روجاس
أدريان روجاس (بالإسبانية: Adrián Rojas)‏ (23 مايو 1977 بسانتياغو في تشيلي - ) هو لاعب كرة قدم تشيلي في مركز الدفاع. لعب مع إيفرتون دي فينا ديل مار ونادي أونيفرسيداد دي تشيلي ونادي أوهيجينس ونادي بالستينو ونادي راسينغ ونادي كارتاهينيس ولاسيرينا ورينجرز دي تالكا.

## وصلات خارجية
- أدريان روجاس على موقع قاعدة بيانات كرة القدم.إي يو (الإنجليزية)
- أدريان روجاس على موقع Soccerway.com (الإنجليزية)